# Ян Немирович П'єнько
Іван Немиро́вич П'є́нько герба Ястшембець — вітебський намісник, староста черкаський і канівський (від 1539 р.)
Син Петра Федьковича Немировича (пом. бл. 1499 р.), онука Івана Немирі, з Уселюба, і Софії.
Мав двох сестер: померла молодою Софія, у першому шлюбі з Станіславом Довойном, у другому — з Яном Долубовським, мати полоцького воєводи Станіслава Довойна, та Анна, у шлюбі з Яном Довойном, мати Катарини, одруженої з Яном Гайком.
Рано осиротілий, ще в молодому віці був підтверджений у правах на Лулін Великий (Лулін та Лулінець), Коростну та Лисиці.
За дорученням Івана Богдановича Сапіги, воєводи вітебського, у 1520—1528 рр. був намісником вітебським.
Перед 1514 р. одружився з дочкою підляського воєводи Івана Семеновича Сапіги — Богданою Ганною. Шлюб був бездітний, через що 10 березня 1540 р. відписав одну третину свого маєтку своєму племінникові Станіславу Довойну, одночасно його всиновивши. Незабаром по тому обдарував його рештою свого маєтку.